# Dobong-gu
Dobong-gu es uno de los 25 distritos (gu) de Seúl, Corea del Sur. Situado en la orilla norte del río Han, está dividido en 4 dong (barrios). 

## Geografía
El monte Donbong (Dobongsan) se encuentra próximo, estando bajo la administración de este gu. Dobongsan se localiza al noreste del monte Bukhansan.
En este monte hay numeroso templos como los de Cheonchuksa, Wontongsa, y Manweolam.

## Divisiones administrativas
Dobong-gu se divide administrativamente en 4 dongs, subdividiéndose estos en 14.
Dongs de Dobong-gu.

- Dobong-dong (도봉동 道峰洞) 1, 2
- Banghak-dong (방학동 放鶴洞) 1, 2, 3

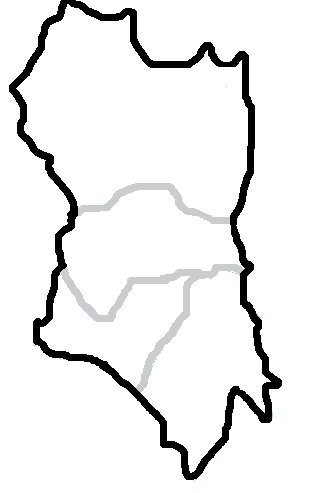

- Ssangmun-dong (쌍문동 雙門洞) 1, 2, 3, 4
- Chang-dong (창동 倉洞) 1, 2, 3, 4, 5

## Hermanamientos
- Changping, China
- Donghae, Corea del Sur

## Símbolos
- Flor:Rosa de Montaña
- Árbol: Pino
- Animal:Paloma